# Cozzano (La Spezia)
Cozzano è una località collinare del comune della Spezia, posta sul versante della bassa Val di Vara, al confine con  Riccò del Golfo e ad un'altitudine di 252 m.s.l.m.

## Storia
La data certa della fondazione del borgo risale al 1785 ed è testimoniata da una targa in marmo che recita "Adonore: e: gloria: della. gran. Madre: di: Misericodia. Io. Gio. Maria Cozano q: Giuseppe fata. per. mia. divotione. 1785. il gio13.giugno." La targa è murata sotto una nicchia che ospita appunto una piccola statua della Madonna della Misericordia, patrona del borgo; la cappelletta è stata restaurata nel 1964.
Cozzano è compreso nella parrocchia della Pieve di Marinasco, le cui origini risalgono al 950.

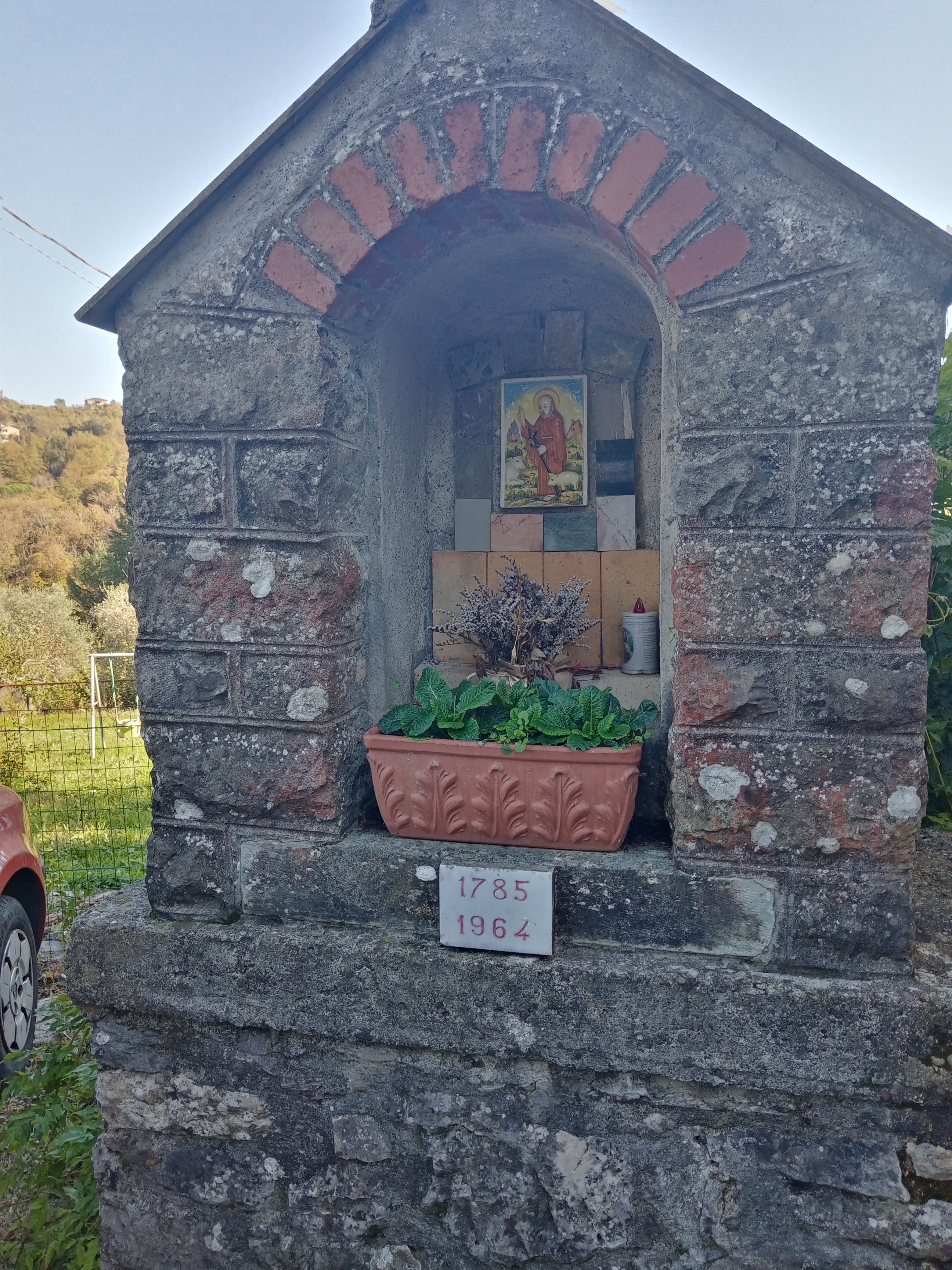
La cappella